# Furandicarboxilat de polietilè
Furandicarboxilat de polietilè abreujat PEF (de l'anglès polyethylene furandicarboxylate) és un polímer d'etilenglicol i àcid furandicarboxílic 2-5 (FDCA). El material era conegut, però es fabricava a partir de fructosa. Això no és una solució sostenible perquè la producció de fructosa té una petjada de carboni substancial i, en última instància, entra en concurrència amb la producció d'aliments.
La investigadora Aanindeeta Banerjee de la Universitat Stanford amb els seus col·laboradors han desenvolupat el 2016 un procediment al qual fan servir residus de l'agricultura, i carbonats. El resultat és un material plàstic que fixa diòxid de carboni de l'agricultura en lloc de derivats de petroli.
Hi baregen carbonats de biomassa amb CO₂ i àcid furoic. Escalfat a 200 graus durant cinc hores, el 89% de la barreja s'ha convertit en FDCA. Posteriorment amb un procés bastant fàcil, van transformar FDCA en PEF. El resultat final és un plàstic PEF que captura el diòxid de carboni de l'aire i de la biomassa.